# 2010년 FIFA U-17 여자 월드컵 선수 명단
이 문서에서는 2010년 FIFA U-17 여자 월드컵에 참여한 선수 명단을 정리한다.

## A조

### 트리니다드 토바고
틀:2010년 FIFA U-17 여자 월드컵 트리니다드 토바고 선수 명단

### 조선민주주의인민공화국
틀:2010년 FIFA U-17 여자 월드컵 조선민주주의인민공화국 선수 명단

### 나이지리아
틀:2010년 FIFA U-17 여자 월드컵 나이지리아 선수 명단

### 칠레
틀:2010년 FIFA U-17 여자 월드컵 칠레 선수 명단

## B조

### 독일
틀:2010년 FIFA U-17 여자 월드컵 독일 선수 명단

### 멕시코
틀:2010년 FIFA U-17 여자 월드컵 멕시코 선수 명단

### 남아프리카공화국
틀:2010년 FIFA U-17 여자 월드컵 남아프리카 공화국 선수 명단

## C조

### 스페인
틀:2010년 FIFA U-17 여자 월드컵 스페인 선수 명단

### 뉴질랜드
틀:2010년 FIFA U-17 여자 월드컵 뉴질랜드 선수 명단

### 베네수엘라
틀:2010년 FIFA U-17 여자 월드컵 베네수엘라 선수 명단

## D조

### 캐나다
틀:2010년 FIFA U-17 여자 월드컵 캐나다 선수 명단

### 브라질
틀:2010년 FIFA U-17 여자 월드컵 브라질 선수 명단

### 아일랜드
틀:2010년 FIFA U-17 여자 월드컵 아일랜드 선수 명단

### 가나
틀:2010년 FIFA U-17 여자 월드컵 가나 선수 명단